# Aleuron iphis
Aleuron iphis, popularmente conhecida como mariposa-esfinge, é uma espécie de artrópode lepidóptero, mais especificamente de mariposa, pertencente à família dos esfingídeos (Sphingidae). 

## Taxonomia
Aleuron iphis foi descrita por Francis Walker em 1856, sob o nome de Enyo iphis. Em 1879, foi erronoeamente sinonimizada com Aleuron chlopterum [sic] por Hermann Burmeister, mas restabelecida como espécie por William Kirby, em 1892.

## Descrição
Aleuron iphis tem a face superior do abdome com uma faixa branca basal conspícua e tergitos seguintes acastanhados. Seus palpos são ligeiramente angulados lateralmente. O lado superior da asa anterior é cruzado medialmente por quatro linhas dorsais, a mais basal com bordas brancas basal e distalmente. Já o lado inferior da asa anterior tem uma mancha mediana marrom que é contígua à célula discal entre M1 e CuA1 e se estende posteriormente. É comumente confundida com A. neglectum por sua semelhança morfológica, mas são distinguíveis, pois A. neglectum tem uma mancha semelhante à mancha de A. iphis na asa anterior, mas de coloração preta.

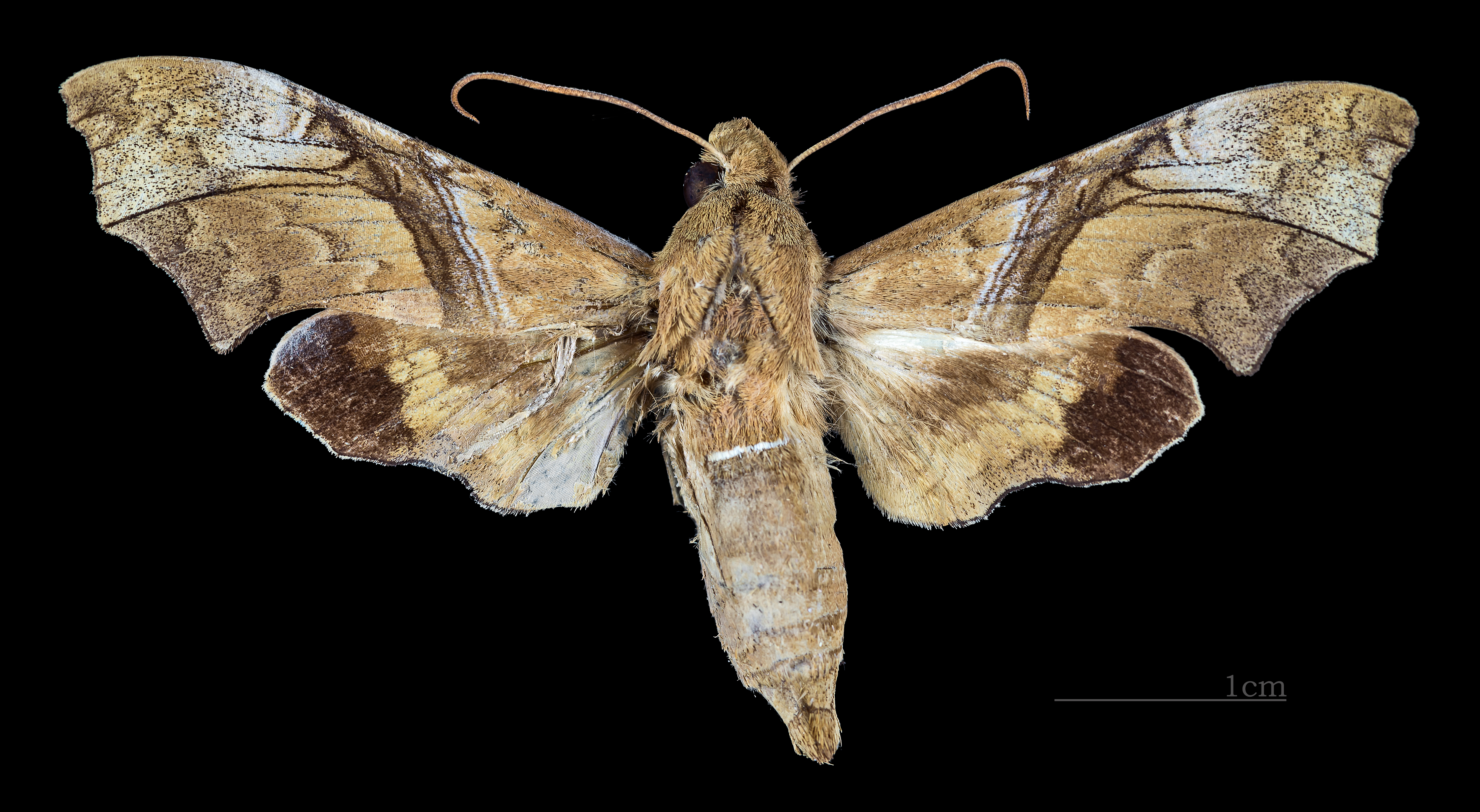
Dorsal da fêmea (col. do Museu de Tolosa)
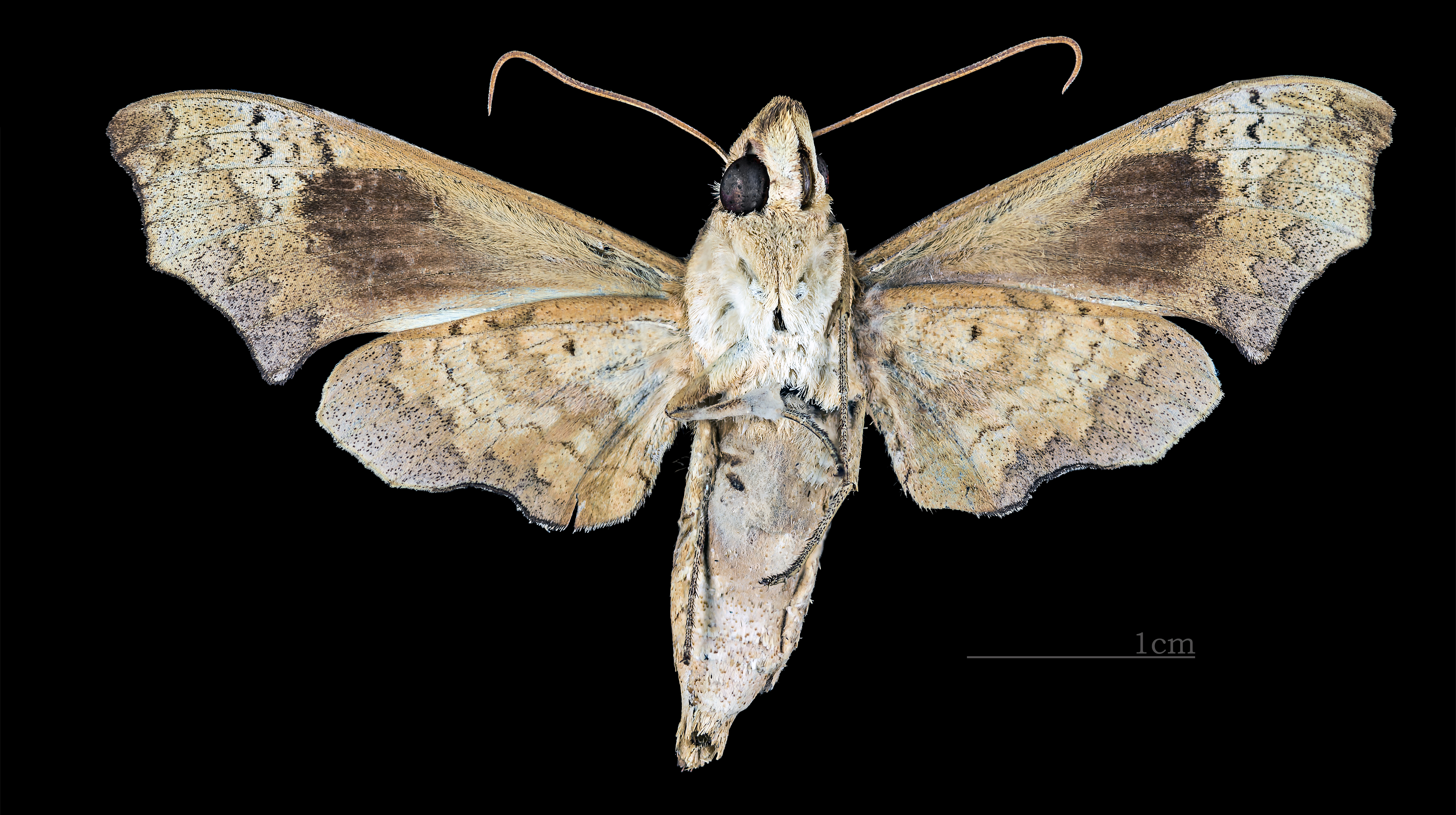
Ventral da fêmea (col. do Museu de Tolosa)
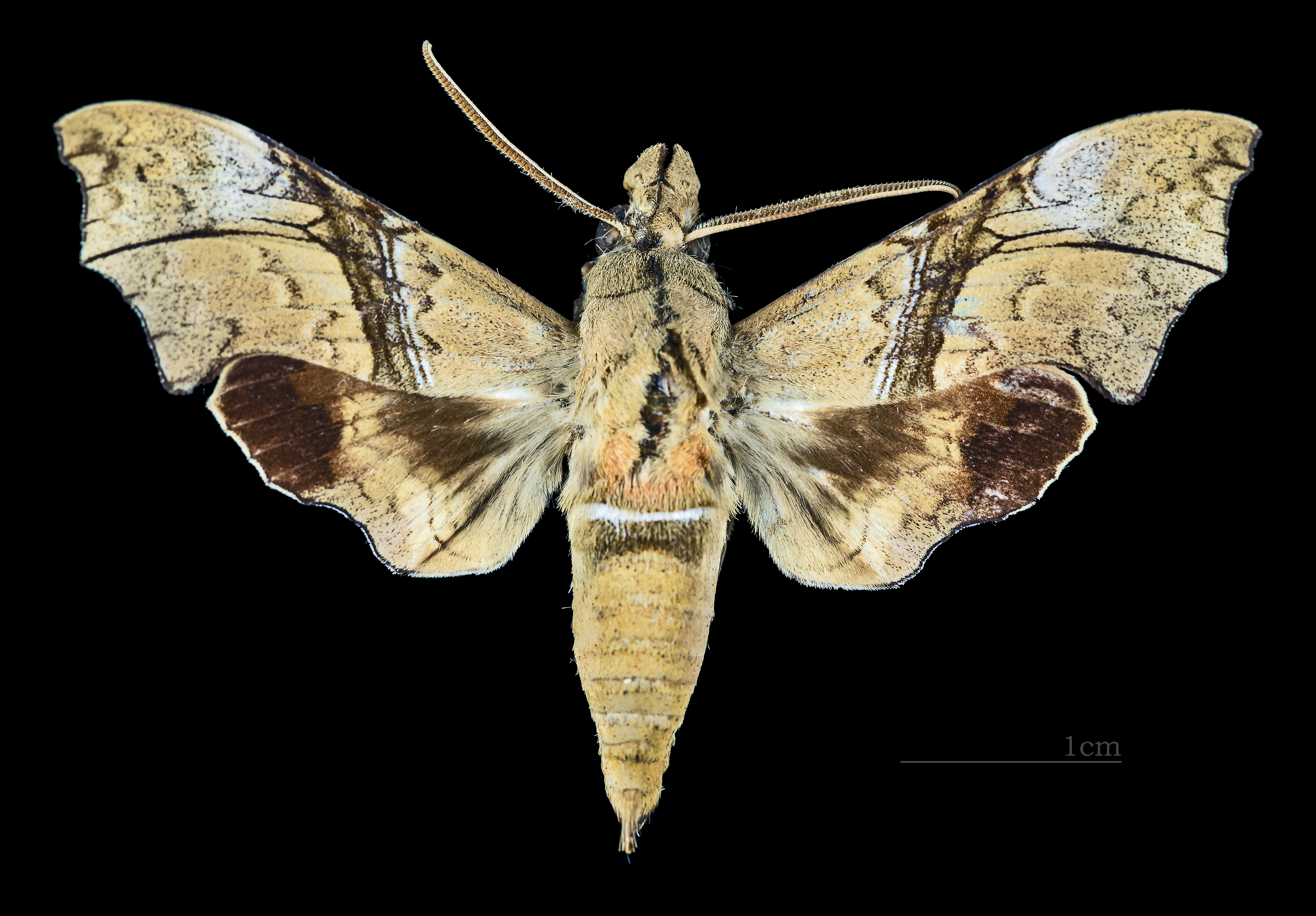
Dorsal do macho (col. do Museu de Tolosa)
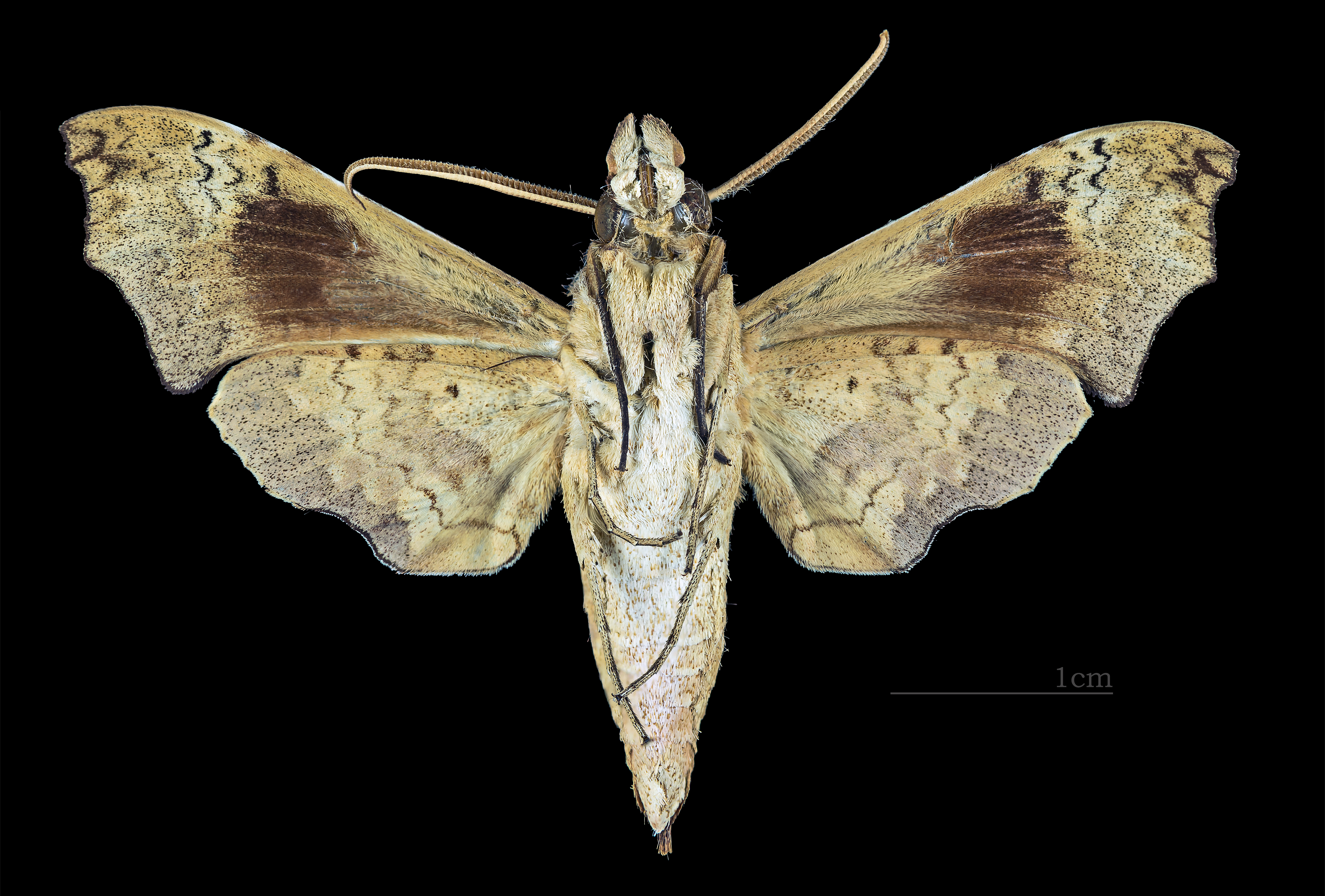
Ventral do macho (col. do Museu de Tolosa)

## Distribuição e habitat
Aleuron iphis ocorre no México, Belize, Guatemala, Nicarágua, Costa Rica, Venezuela, Guiana, Bolívia, Brasil e Peru. No estado do Maranhão, foi registrada em armadilhas luminosas em Fazenda Nova, sul do Maranhão. Conforme o catálogo Hawkmoths of Brazil, esta espécie é registrada exclusivamente para o Maranhão em sua lista de Dilophonotini. O Global Biodiversity Information Facility (GBIF) inclui Aleuron iphis no Catálogo Taxonômico da Fauna do Brasil com registros para o código BR-MA (Maranhão), em Feira Nova do Maranhão. Além deste registro, segundo dados do Sistema de Informação sobre a Biodiversidade Brasileira (SiBBr) e do Instituto Chico Mendes de Conservação da Biodiversidade (ICMBio), há registros de ocorrências da espécie nos estados do Acre, Amapá, Amazonas, Bahia, Ceará, Mato Grosso (Diamantino), Minas Gerais, Paraná, Pará, Pernambuco, Piauí, Rio de Janeiro, Rondônia, Roraima, Tocantins, Distrito Federal, Espírito Santo e São Paulo. Em termos hidrográficos, ocorre na sub-bacias da foz do Amazonas, dos litorais de Alagoas, Pernambuco, Paraíba, Espírito Santo e Rio de Janeiro, do Madeira, do Negro, do Paraguai 03, do Alto e Baixo Tocantins e do Xingu. Habita áreas abertas e semiflorestadas nos biomas da Amazônia, Caatinga, Cerrado e Mata Atlântica.

## Ecologia
Aleuron iphis tem alimentação herbívora (fase larval) e nectarívora (fase adulta). Adultos estão em voo de julho a janeiro na Costa Rica. As fêmeas chamam os machos com um feromônio liberado por uma glândula na ponta do abdome. As larvas se alimentam de Tetracera volubilis e cajueiro-bravo-do-campo (Curatella americana) e provavelmente de outros membros da família das dileniáceas (Dilleniaceae). Nos primeiros ínstares, esta espécie possui uma cauda longa e uma faixa branca. No último ínstar, a larva é verde com losangos marrons ao longo do dorso. Há uma mudança de cor marrom. A cauda alongada desaparece e a larva tem um "pescoço" e uma cabeça relativamente estreitos. As lagartas entram em pupa em câmaras subterrâneas. As pupas são lisas e brilhantes. O estágio de pupa geralmente dura cerca de 18 dias, exceto pela diapausa durante a estação seca.

## Conservação
Aleuron iphis é ameaçada pelas culturas anuais, silvicultura, pecuária (Caatinga), expansão urbana, poluição luminosa (Mata Atlântica) e queimadas não planejadas e/ou não autorizadas em todos os biomas onde ocorre. Apesar disso, essas ameaças não representam risco significativo a ponto de colocar em risco a conservação da espécie. Em 2018, foi classificada como pouco preocupante no Livro Vermelho da Fauna Brasileira Ameaçada de Extinção do Instituto Chico Mendes de Conservação da Biodiversidade (ICMBio). Em sua área de distribuição, está presente em algumas áreas de conservação: a Área de Proteção Ambiental de Petrópolis (APA Petrópolis), a Estação Ecológica de Maracá (ESEC de Maracá), o Parque Nacional da Serra dos Órgãos (PARNA da Serra dos Órgãos), o Parque Nacional da Serra do Pardo Camargo (PARNA Serra do Pardo Camargo), a Reserva Biológica do Gurupi (Rebio do Gurupi), a Reserva Particular do Patrimônio Natural Frei Caneca (RPPN Frei Caneca), a Terra Indígena Alto Rio Negro e a Terra Indígena Tubarão/Latundê.